# ممتلكات ثقافية

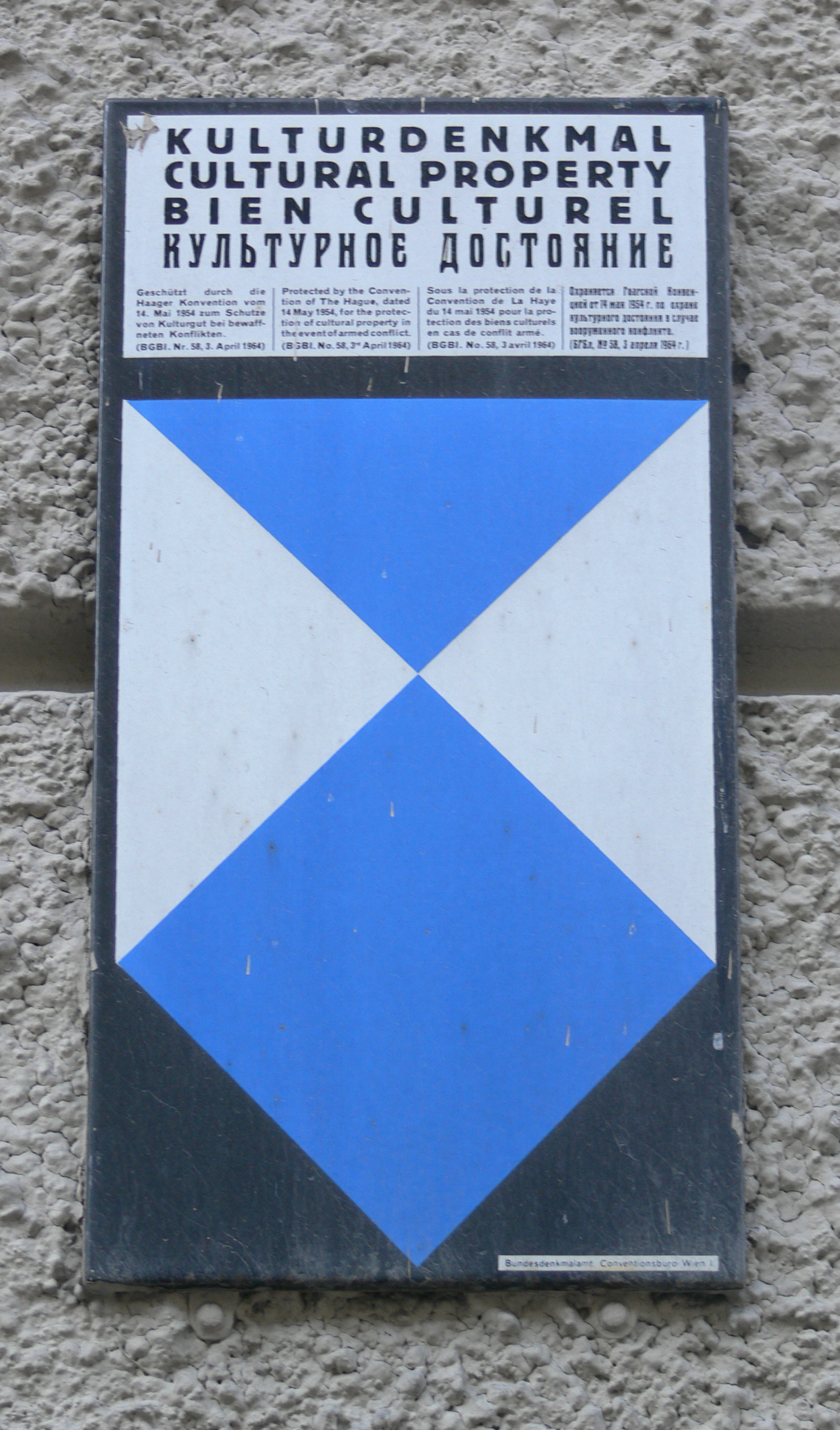
ملصق وزارة التعليم الفيدرالية النمساوية (Bundesdenkmalamt) على جدار مبنى في زالتسبورغ يحتوي على «الممتلكات الثقافية» بأربع لغات، هي الألمانية: Kulturdenkmal والإنجليزية والفرنسية: Bien culturel والروسية: Культурное Достояние.

الممتلكات الثقافية هي المكونات المادية للتراث الثقافي لمجموعة أو لمجتمع.

## التعريف
البند الأول في اتفاقية لاهاي لحماية الممتلكات الثقافية في حالة النزاع المسلح الصادرة عام 1954 يحدد الممتلكات الثقافية كما يلي:
"يغطي المصطلح "الممتلكات الثقافية" ما يلي، بغض النظر عن الأصل أو المملتكات:
(أ) الممتلكات المنقولة أو غير المنقولة ذات الأهمية الكبيرة للإرث الثقافي للجميع، مثل الآثار المعمارية أو الفن أو التاريخ، سواء الدينية أو العلمانية، والمواقع الأثرية، ومجموعات المباني التي تعد، ككل، ذات صبغة تاريخية أو فنية، والأعمال الفنية، والمخطوطات، والكتب، وغير ذلك من الأشياء ذات القيمة الفنية أو التاريخية أو الأثرية، بالإضافة إلى المجموعات العلمية ومجموعات الكتب أو الأرشيفات الهامة أو أية عمليات لإعادة إنتاج الممتلكات الموضحة أعلاه،
(ب) المباني التي يكون غرضها الرئيسي والفعال هو الحفاظ على الممتلكات الثقافية المنقولة المحددة في الفقرة الفرعية (أ) أو عرضها، مثل المتاحف والمكاتب الضخمة ومخازن المحفوظات والملاجئ التي تستهدف الحماية، في حالة النزاعات المسلحة، والممتلكات الثقافية المنقولة المحددة في الفقرة الفرعية (أ)،
(ج) المراكز المحتوية على قدر كبير من الممتلكات الثقافية المحددة في الفقرتين (أ) و (ب) التي تعرف على أنها "المراكز المحتوية على الآثار"."

## الشعار
يصف البند 16 من الاتفاقية العلامة المعترف بها دوليًا للممتلكات الثقافية كما يلي:
(1) يأخذ الشعار المميز للاتفاقية شكل الواقي، المدبب من أسفل، بقطاعات منفصلة ذات لون أزرق أو أبيض (واقٍ مكون من مربع أزرق اللون، تشكل إحدى زواياه نقطة الواقي، ومثلث أزرق فوق المربع، مع ظهور مساحة جانبية على كلا الجانبين تمثل مثلثًا أبيض).